# Pantaleon Alvarez
Pantaleon Alvarez, all'anagrafe Pantaleon Diaz Alvarez, noto anche con lo pseudonimo di Bebot (Tagum, 10 gennaio 1958), è un politico filippino, 23º Presidente della Camera dei rappresentanti delle Filippine.

## Biografia
Fu il primo politico a ricoprire la carica di rappresentante congressuale del primo distretto di Davao del Norte, dal 1998 al 2001.
Sotto la nuova amministrazione di Gloria Macapagal-Arroyo fu nominato Segretario del Trasporto e delle Comunicazioni, venendo però accusato di corruzione durante il suo periodo da general manager dell'Aeroporto Internazionale di Manila-Ninoy Aquino. Il 19 marzo 2001 l'Ufficio dell'Ombudsman lo scagionò dalle accuse di corruzione.
Nel maggio 2016 fu eletto per la seconda volta rappresentante di Davao del Norte. A seguito della vittoria di Rodrigo Duterte nelle presidenziali del 2016, quest'ultimo lo indicò come possibile Presidente della Camera dei rappresentanti durante la sua amministrazione, in sostituzione di Feliciano Belmonte Jr. del Partito Liberale.
Dopo la sua rielezione, Álvarez affermò che il federalismo nel paese era una valida alternativa alla legge fondamentale sul Bangsamoro, fortemente voluta da Duterte ma considerata incostituzionale. Tale proposta riscontrò tuttavia il dissenso da parte del Fronte di Liberazione Islamico Moro (o MILF).
Il 25 luglio fu ufficialmente proclamato come 23º speaker della Camera dei rappresentanti, in sostituzione del liberale Belmonte.